# Danilo de Souza
Danilo Fernando Evangelista de Souza (* 29. November 1983 in São Paulo) ist ein ehemaliger brasilianischer Fußballspieler und heutiger -trainer.

## Werdegang

### Spieler
Der Mittelfeldspieler begann seine Karriere beim Forza Esporte Clube und wechselte später zum SC Corinthians. Mit diesem Verein wurde er brasilianischer Jugendmeister. Anfang der 2000er Jahre kam er nach Deutschland und spielte zunächst von 2004 bis Dezember 2005 für den Bezirksligisten Preussen TV Werl. Anschließend wechselte de Souza zum Verbandsligisten Westfalia Rhynern. Im Sommer 2007 unterschrieb de Souza einen Vertrag bei Rot Weiss Ahlen. Dort kam er zu vier Einsätzen in der seinerzeit drittklassigen Regionalliga und zu 25 Einsätzen für die in der Oberliga Westfalen spielende zweite Mannschaft. Im Jahre 2008 folgte der nächste Wechsel, dieses Mal zur zweiten Mannschaft des SV Wehen Wiesbaden, für die de Souza 26 Mal in der Regionalliga Süd auflief. Er schloss sich nun dem West-Regionalligisten Bonner SC an, wo er auf 31 Einsätze kam. 
Zur Saison 2010/11 kehrte de Souza zu Westfalia Rhynern zurück, mit denen er aus der NRW-Liga abstieg. Im Sommer 2011 folgte der Wechsel zum schwedischen Zweitligisten Assyriska FF aus Södertälje, wo er einen Vertrag über zweieinhalb Jahre unterschrieb. Während seiner Zeit in Schweden kam er auf 23 Zweitligaspiele und vier Tore. Mehrere Kreuzbandrisse warfen ihn dabei immer wieder zurück. Im August 2014 nahm der westfälische Oberligist SV Lippstadt 08 de Souza unter Vertrag. Zwei Jahre später folgte der Wechsel zur zweiten Mannschaft von Arminia Bielefeld. Im Sommer 2017 beendete er seine Karriere. 

### Trainer
Zur Saison 2018/19 wurde er Co-Trainer von Steffen Baumgart beim Zweitligisten SC Paderborn 07. Gemeinsam schafften sie als Aufsteiger den Durchmarsch in die Bundesliga, stiegen aber nach einem Jahr wieder ab. Zur Saison 2021/22 wurde er Co-Trainer von Daniel Scherning beim Drittligisten VfL Osnabrück. Nachdem dieser Mitte August 2022 zu Arminia Bielefeld gewechselt war, übernahm de Souza gemeinsam mit dem weiteren Co-Trainer Tim Danneberg interimsweise das Mannschaftstraining. Während der Spiele hatte jedoch offiziell nur Danneberg die Trainerposition inne. Nach zwei Spielen kehrten beide unter dem neuen Cheftrainer Tobias Schweinsteiger auf die Co-Trainer-Position zurück. Am 15. Januar 2023 wechselte de Souza zu Arminia Bielefeld als Co-Trainer. Ab Sommer 2023 gehörte de Souza zwei Jahre zum Trainerteam von Daniel Farke bei Leeds United in der zweiten englischen Liga. Nach dem Aufstieg in die Premier League 2025 wechselte er zurück nach Deutschland, wo er erneut Co-Trainer unter Cheftrainer Steffen Baumgart wurde, diesmal beim 1. FC Union Berlin.